# Francisco Gandarillas
Francisco Gandarillas Luco (Santiago, 1842-18 de abril de 1919) fue un empresario y político chileno.

## Familia y estudios
Hijo de José Santiago Gandarillas Guzmán y de María del Carmen Luco Huici, y hermano de los parlamentarios y ministros: José Antonio, Pedro, Alberto y Juan Gandarillas Luco. Estudió en el Instituto Nacional General José Miguel Carrera.
Casado con Teresa Matta Matta, quien era media hermana de Manuel Antonio Matta e hija de Eugenio de Matta Vargas; tuvieron 2 hijos, María Teresa y Javier, esté último, también se dedicaría a la política y sería presidente de Sonami.

## Carrera política y pública
Fue diplomático, designado secretario de la legación en Colombia y Venezuela en 1865. Asimismo se desempeñó como agente de Colonización en Europa y representante de Chile ante el tribunal arbitral de Lausana.
Se desempeñó también en negocios mineros en Copiapó, Taltal y Las Condes. Fue uno de los gestores de la Sociedad Nacional de Minería (Sonami), organismo del que primeramente sería su consejeroy luego fue secretario. Fue miembro de la comisión encargada de organizar la Exposición Nacional e Industrial realizada en Quinta Normal en 1884.
Militante del Partido Radical, fue diputado por Vallenar para el periodo 1876-1879, diputado suplente por Coquimbo para el periodo 1879-1882, diputado por Combarbalá para el periodo 1882-1885 y diputado por Tarapacá para el periodo 1885-1888.